# Locmélar
Locmélar är en kommun i departementet Finistère i regionen Bretagne i västra Frankrike. Kommunen ligger i kantonen Sizun som tillhör arrondissementet Morlaix. År 2022 hade Locmélar 476 invånare.

## Befolkningsutveckling
Antalet invånare i kommunen Locmélar
Referens:INSEE